# Osphranter rufus
Il canguro rosso (Osphranter rufus (Desmarest, 1822) è il più grande tra tutti i canguri, oltre ad essere il più grosso mammifero terrestre originario dell'Australia e il più grande marsupiale vivente. È diffuso in gran parte dell'Australia continentale: evita solamente le più fertili aree del sud, la costa orientale e le foreste pluviali del nord.

## Descrizione

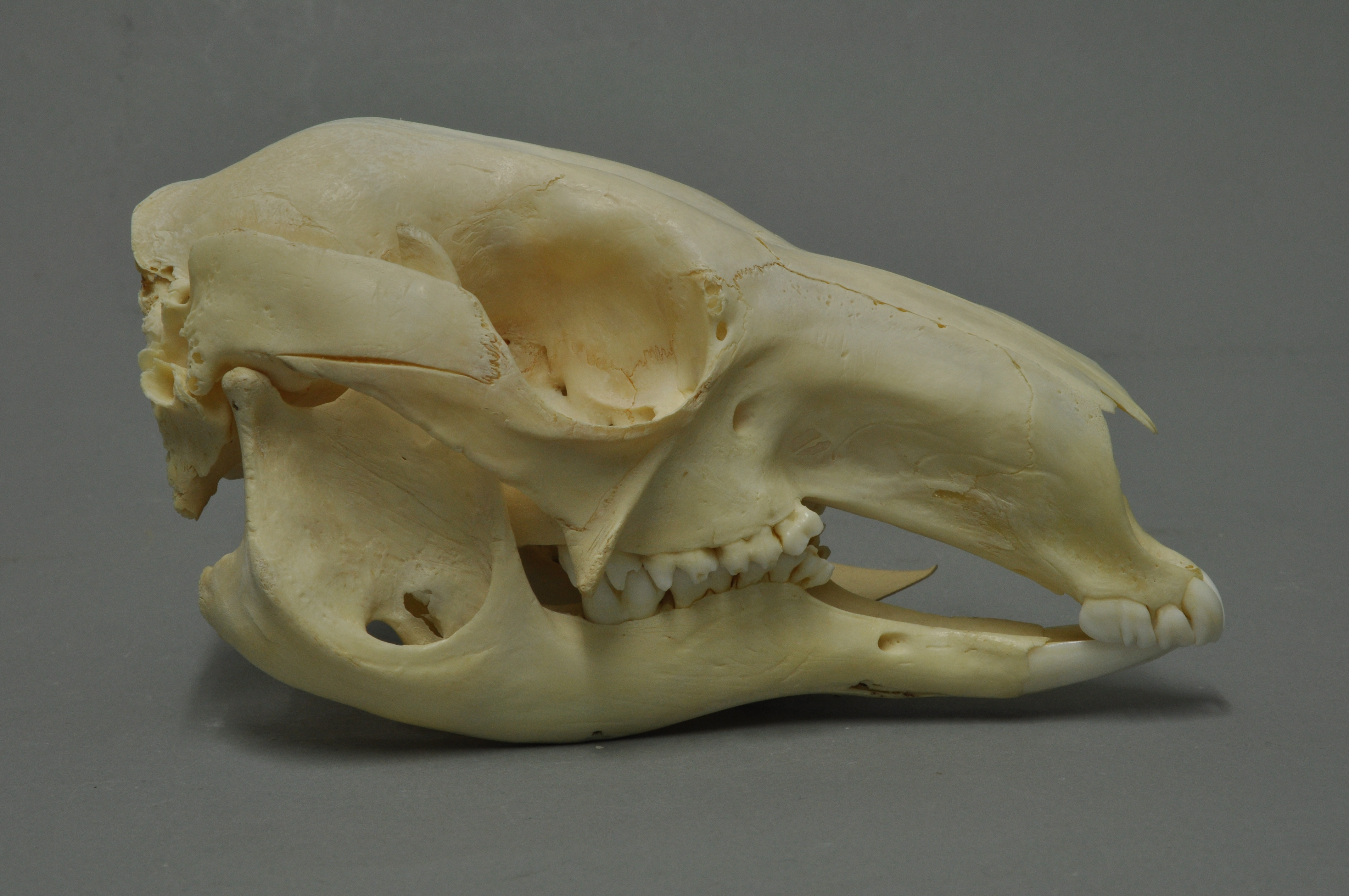
Il cranio (museo di Wiesbaden, Germania).

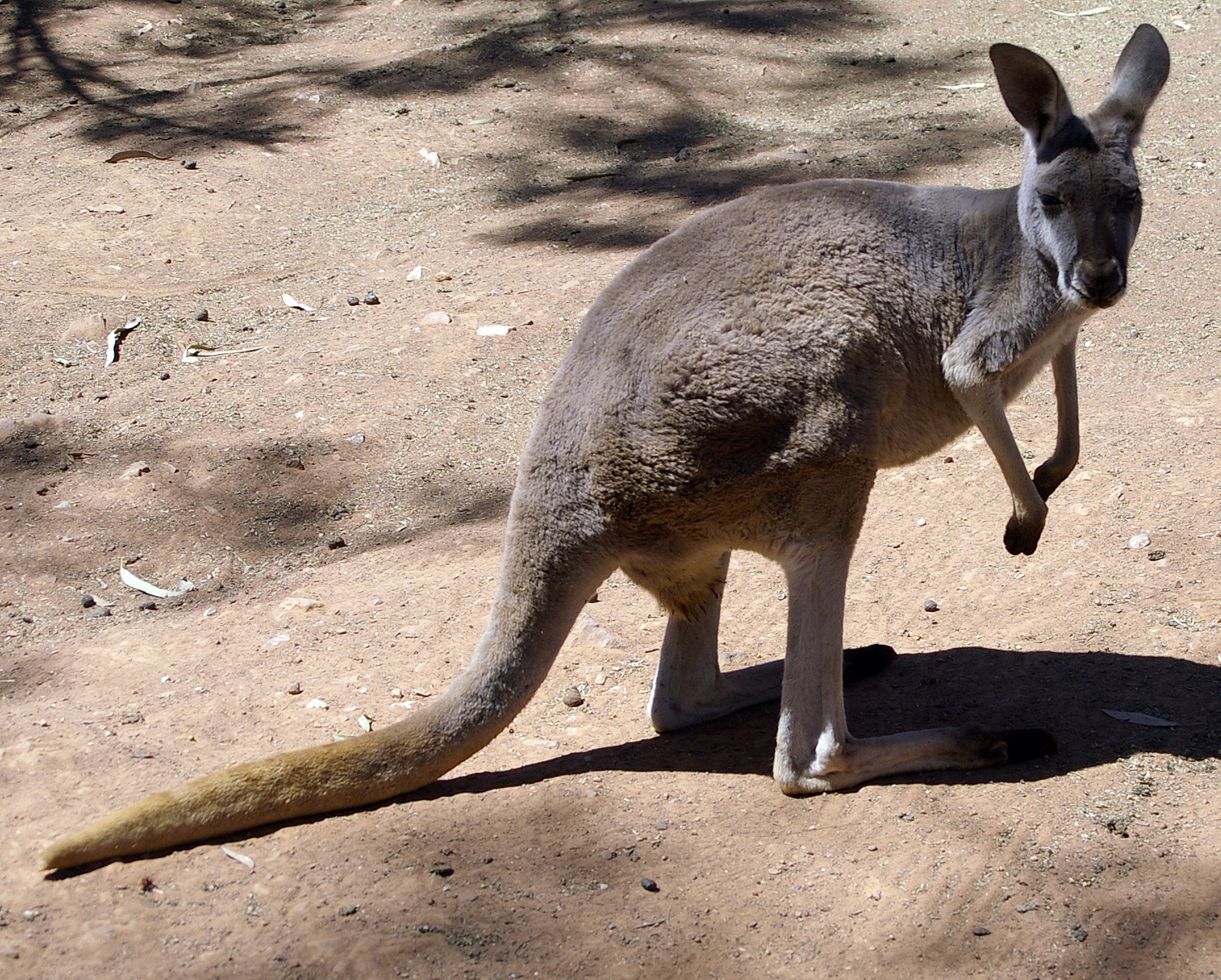
Una femmina al Botanic Garden Zoo di Wagga Wagga, Australia.

È un canguro molto grande, con lunghe orecchie appuntite e muso squadrato. I maschi sono ricoperti da una corta pelliccia bruno-rossastra, che sbiadisce fino a divenire di un beige chiaro sulle parti inferiori e sugli arti. Le femmine sono più piccole dei maschi e presentano un manto di colore grigio-azzurro con sfumature marroni, grigio chiaro sul ventre, anche se le femmine che vivono nelle regioni aride mostrano una colorazione più simile a quella dei maschi. Possiede arti anteriori dotati di piccole unghie, arti posteriori muscolosi usati per saltare e una coda robusta che viene spesso utilizzata come un treppiede quando l'animale è in posizione di riposo. Le zampe del canguro rosso funzionano un po' come una fascia elastica, con il tendine di Achille che si allunga quando l'animale scende e rilascia la sua energia per spingerlo in alto e in avanti, consentendogli la sua caratteristica andatura a balzi. Così facendo, i maschi possono coprire anche 8–9 m di lunghezza e 1,8–3 m di altezza con un unico salto, anche se l'andatura media è di 1,2-1,9 m.
I maschi possono raggiungere una lunghezza di 1,3-1,6 m, ai quali vanno aggiunti altri 1,2 m di coda. Le femmine sono notevolmente più piccole, con una lunghezza del corpo di 85–105 cm e una coda di 65–85 cm. Le femmine pesano tra i 18 e i 40 kg, mentre i maschi generalmente pesano circa il doppio, potendo raggiungere tra i 55 e i 90 kg. In posizione eretta, un canguro rosso misura circa 1,5 m di altezza alla sommità della testa. I maschi più grandi, comunque, possono superare gli 1,8 m di altezza: l'esemplare più grande di cui sono state confermate le dimensioni era alto circa 2,1 m e pesava 91 kg.
Il canguro rosso mantiene la temperatura interna in un punto di omeostasi di circa 36 °C grazie a tutta una serie di adattamenti fisici, fisiologici e comportamentali. Tra questi ricordiamo uno strato di pelliccia isolante, l'abitudine di essere meno attivo e rimanere all'ombra quando le temperature sono più elevate, nonché il rinfrescarsi ansimando, sudando e leccandosi gli arti anteriori.
Grazie alla posizione dei suoi occhi, il canguro rosso ha un campo visivo di circa 300° (precisamente di 324° con circa 25° di sovrapposizione).

## Biologia

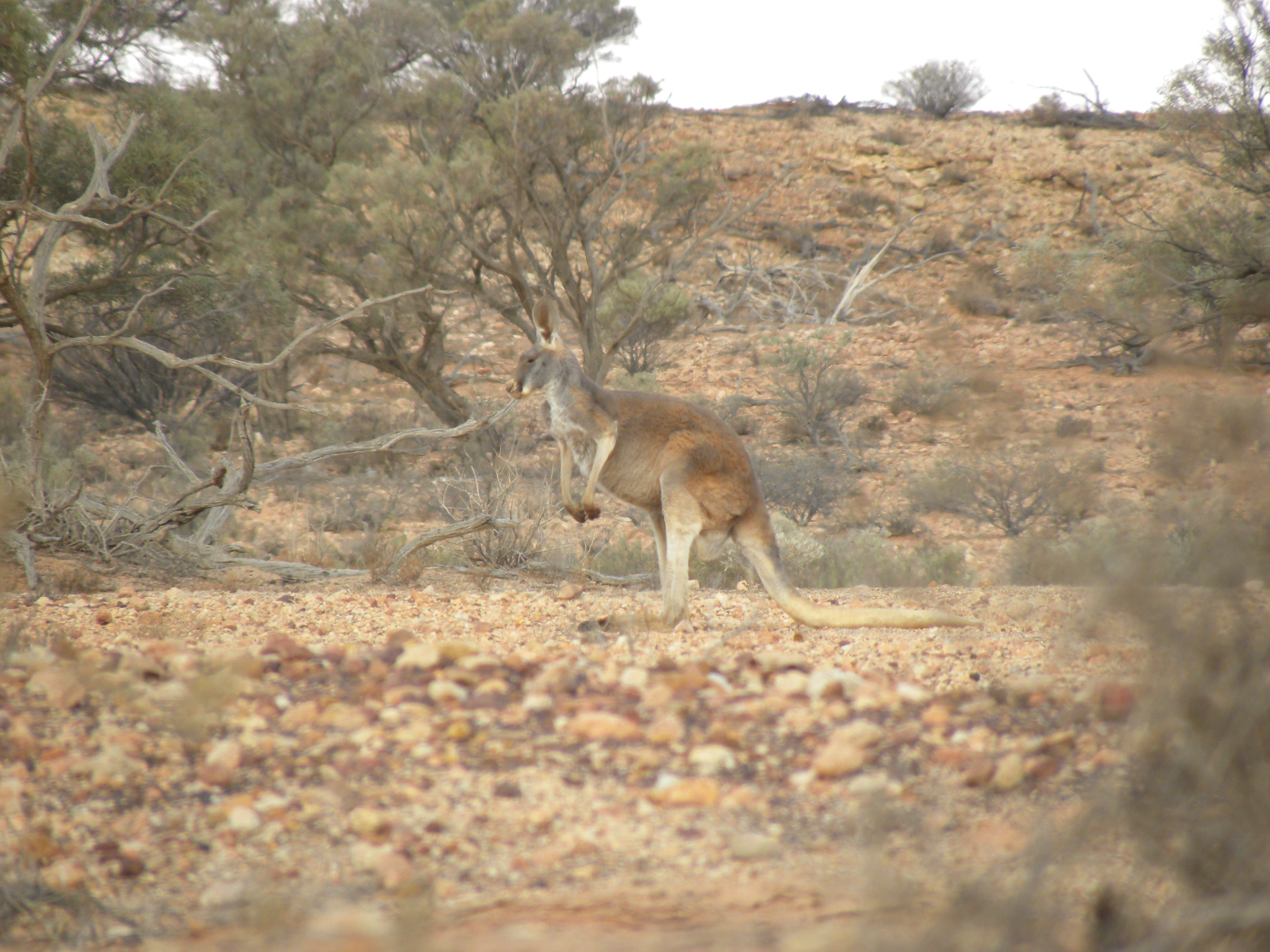
Canguro rosso in un ambiente arido.

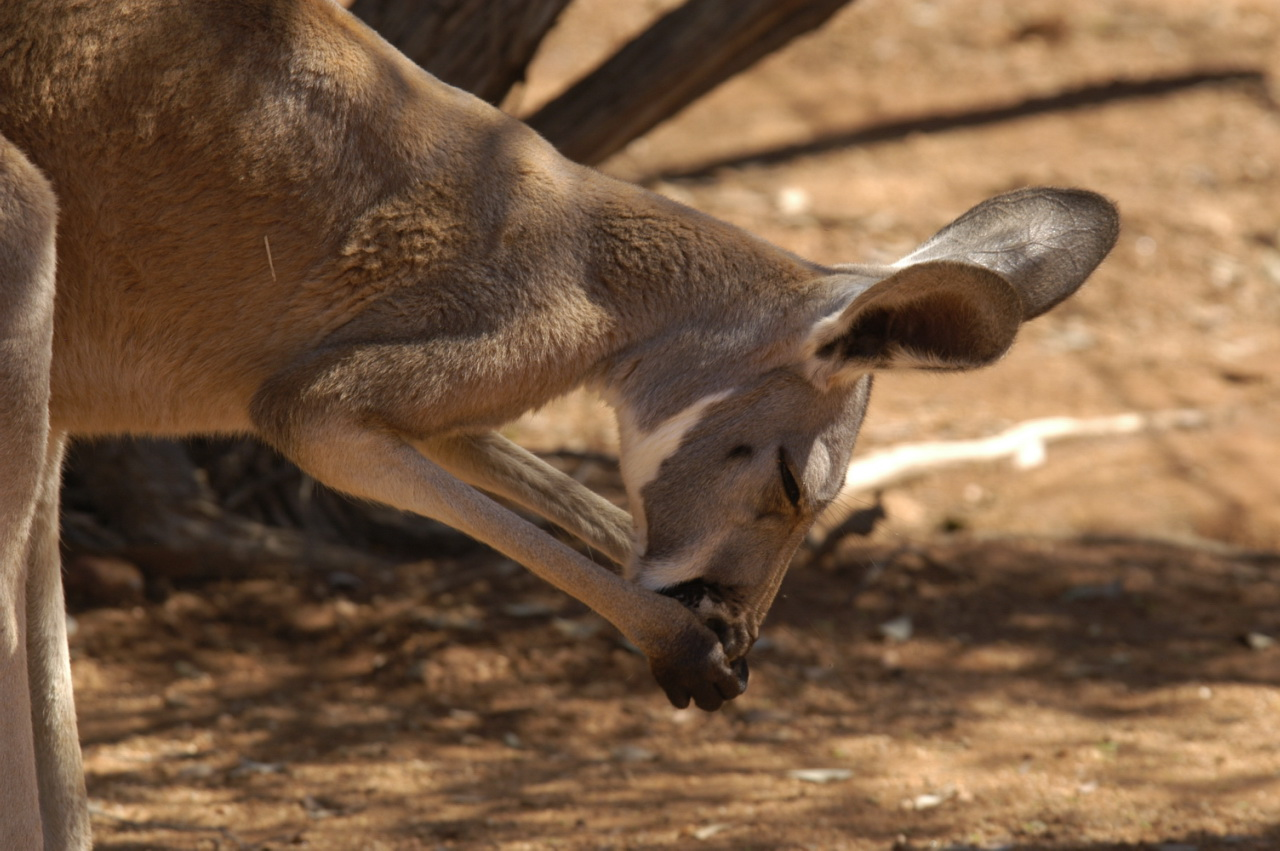
Canguro rosso al Desert Park di Alice Springs.

Mentre il record mondiale di salto in alto per l'uomo è di 2,45 m e quello di salto in lungo è di 8,96 m, il canguro può elevarsi fino a 3,3 m in altezza e spingersi oltre 9 m in lunghezza. Questo marsupiale, tuttavia, si esibisce in tali prestazioni solo in caso di estrema necessità, per esempio quando deve fuggire, in campo aperto, da un predatore. Di solito, invece, se si deve spostare per andare ad abbeverarsi o soltanto per avvicinarsi a un suo simile, si limita a compiere salti inferiori ai 2 m di lunghezza. Quando procede con la sua andatura prettamente bipede (zampe posteriori), il canguro sembra rimbalzare sul suolo e scattare in alto come una molla. Tale tipo di spostamento può raggiungere i 20 km orari, ma, in caso di pericolo, questo animale è in grado di lanciarsi anche a velocità superiori. Quando bruca, il canguro si tiene di solito proteso in avanti e si sposta molto lentamente servendosi di tutti e quattro gli arti, un po' come si muove il coniglio. Esso poggia le zampe anteriori sul suolo e attira la coda a sé, lasciando che le zampe posteriori basculino liberamente. In questa posizione, il peso si sposta sulla parte posteriore del corpo e sulla coda, che funge per così dire da «quinta zampa». Questo tipo di locomozione quadrupede, basato sulla successione di quattro movimenti distinti, sembra esiga un quantitativo di energia di gran lunga superiore a quello necessario per il salto. Studi effettuati per calcolare il consumo energetico di un canguro in movimento hanno dimostrato che, quando il grande marsupiale si sposta a una velocità inferiore ai 18 km orari, impiega più energia di un animale dello stesso peso che corra a quattro zampe. Al contrario, quando accelera, il canguro consuma meno ossigeno grazie a un meccanismo fisiologico favorito dalle fasce muscolari molto elastiche.
Di indole piuttosto placida, il canguro rosso sa tuttavia difendersi con estremo accanimento in caso di necessità. Se un esemplare isolato viene attaccato da una muta di dingo (Canis familiaris dingo) o cani selvatici, esso cerca preferibilmente di rifugiarsi nel primo specchio d'acqua disponibile, immergendosi fino al petto. Qui, in posizione eretta, il canguro attende che i cani nuotino verso di lui per poi cercare di afferrarli con le zampe anteriori e di tenerli sott'acqua fino a farli annegare. Se questa tattica fallisce, per esempio per la scarsa profondità dell'acqua, o più facilmente per l'assoluta mancanza d'acqua, l'animale si mette allora con la schiena contro un albero e respinge gli assalitori sferrando potenti calci, che si rivelano spesso mortali se colpiscono con precisione il bersaglio. Allo stesso modo, quando due maschi si battono per una femmina, talvolta si afferrano e si prendono a pugni; se il combattimento diventa più violento, i contendenti saltano in avanti l'uno verso l'altro e si sferrano reciprocamente potenti calci, cercando di procurarsi profonde ferite nel ventre.

### Alimentazione
Quando manca circa un'ora al calare del sole, i canguri iniziano a mettersi alla ricerca del cibo e a dirigersi verso le più vicine sorgenti d'acqua. Il canguro rosso, come la maggior parte degli altri canguri, si nutre essenzialmente di erbe (dal 60% al 90% del suo regime alimentare) e di piante erbacee a fiori come l'erba medica o il trifoglio; inoltre, è particolarmente ghiotto di Triodia spinifex, o «erba porcospino», una graminacea le cui foglie, rigide e appuntite come spilli, assomigliano ad aculei. Questa pianta, che cresce nelle regioni aride e semiaride, si presenta in forma di cespugli che talvolta ricoprono la savana per centinaia di chilometri. Anche i chenopodi, piccole piante erbacee molto ricche di sali, rientrano nel regime alimentare del canguro, in una porzione non superiore al 10% della sua dieta complessiva. Il canguro rosso invece, al contrario dei suoi cugini prossimi, i wallaroo, non consuma praticamente mai foglie di acacia o di eucalipto. Le ricerche non hanno chiarito per quale motivo il canguro prediliga alcune piante e ne trascuri altre. L'équipe del biologo australiano P. T. Bailey ha ipotizzato che un possibile criterio di selezione possa essere costituito dalla percentuale di zuccheri (carboidrati solubili) presente in alcune piante. I maschi mangiano in media un'ora in più delle femmine, forse perché queste attingono a nutrimenti più ricchi di proteine, soprattutto durante i periodi di siccità, e perché concentrano le loro ricerche di cibo in pascoli più favorevoli, probabilmente per migliorare la qualità del loro latte. In tale direzione si sono mosse le ricerche del biologo australiano A. E. Newsome, che ha studiato le differenze nei regimi alimentari dei canguri maschi e dei canguri femmine dell'Australia centrale. Questi marsupiali impiegano parecchie ore per nutrirsi. Nel 1986, l'australiano D. Priddel ha stabilito che, in qualsiasi stagione, i canguri dedicano dalle 7,1 alle 10,5 ore al giorno per cibarsi. Altri studi hanno dimostrato che il 78% del tempo riservato alla brucatura era notturno: durante le 6 ore successive al tramonto e poco prima dell'alba. Oltre che di notte, i canguri si dedicano alla propria alimentazione durante le prime due ore del giorno (80% della brucatura diurna) e poco prima del calare del sole. Questi animali, infatti, nonostante un buon adattamento al clima arido del loro areale, temono comunque il caldo eccessivo: per questo, durante le giornate più torride nelle savane del Nuovo Galles del Sud, essi cercano l'ombra.
Allo stato selvatico, il canguro rosso vive generalmente in piccoli gruppi piuttosto liberi, forse senza una stretta gerarchia. Il gruppo raramente supera gli 8-10 individui e in tal caso comprende un maschio, una o più femmine e i piccoli di entrambi i sessi. I maschi sono organizzati in base a una sommaria gerarchia, sovente basata sulle dimensioni, che si manifesta in particolare durante il corteggiamento della femmina. Spesso si incontrano piccoli gruppi di giovani animali o isolati esemplari anziani; sono frequenti anche gruppi ristretti di 2-3 animali. In genere, il comportamento sociale dei canguri è legato alle condizioni meteorologiche e ambientali. Pertanto, quando le piogge abbondanti fanno spuntare nuova vegetazione nella savana, essi hanno comportamento piuttosto individualistico, mentre diventano gregari quando la siccità inaridisce i pascoli. In tali circostanze, questi marsupiali sono capaci di percorrere da 10 a 20 km per ritrovarsi a brucare, in gruppi di diverse decine di animali, su pascoli abbondanti, dove i primi canguri arrivati non respingono mai gli esemplari che giungono in seguito.

### Riproduzione
Il canguro rosso si accoppia per tutto l'anno, in quanto il ciclo riproduttivo è influenzato dalle condizioni ambientali e non è legato a una stagione definita. La femmina raggiunge la maturità sessuale fra i 14 e i 22 mesi di vita, il maschio dopo i 2 anni di età. Il ciclo della femmina dura 35 giorni. L'ovulo si sviluppa nell'utero fino a diventare, nel giro di circa 33 giorni, un embrione larvale con un peso che va da 0,8 a 1 g, e lungo da 2,5 a 5 cm. Nudo, però con le zampette anteriori già dotate di unghie, l'embrione comincia la sua ascesa - della durata di 5 minuti - verso il marsupio, aggrappandosi ai peli della madre. Una volta raggiunta la meta si attacca con la bocca a uno dei 4 capezzoli e resta in questa posizione per tutto il periodo dello sviluppo embrionale (190 giorni). Dopo 110 giorni, il piccolo immaturo è ricoperto di peli ed entro 150 giorni inizia a fare capolino con la testa dalla tasca; dopo 200 giorni esso comincia a uscirne, ma vi rientra immediatamente al minimo pericolo. Fra i 235 e i 250 giorni circa, il piccolo canguro abbandona definitivamente la tasca materna. A questo stadio del suo sviluppo pesa fra i 2 e i 4 kg e succhia ancora il latte della madre, pur dimostrandosi molto più indipendente. Per un po' di tempo, il cucciolo continuerà ancora a seguire la madre. Solo dopo un anno, quando peserà circa 10 kg, lo svezzamento sarà completato.
Il clima, caratterizzato dall'alternanza di periodi secchi e piovosi, influisce sulla riproduzione dei canguri. Una volta che una femmina ha dato alla luce un piccolo, ha luogo un estro venereo post partum (viene liberato un ovulo), mentre il piccolo precedente si trova ancora nella tasca marsupiale in fase di sviluppo poco avanzata. Questo nuovo ovulo viene fecondato, ma resta nell'utero allo stadio di blastocito (sviluppo precoce) fino al successivo periodo delle piogge. Solo allora il suo sviluppo riprende, quando la femmina porta ancora nel marsupio, che tuttavia ben presto lascerà, un piccolo di qualche mese. A questo punto il ciclo ricomincia. Una femmina, dunque, può simultaneamente custodire, nel proprio marsupio, un piccolo già grande che prende ancora il latte a una prima mammella, un embrione in via di sviluppo che succhia il latte a una seconda mammella, oltre a un ovulo nell'utero, in attesa che il primogenito lasci la tasca.

## Distribuzione e habitat
L'Australia è caratterizzata dalla presenza di varie fasce climatiche. La costa settentrionale da Capo York a Brisbane presenta temperature uniformi ed elevate con abbondanti piogge, soprattutto in estate (clima equatoriale con monsone). Qui predomina la foresta equatoriale, ricca di liane e felci arborescenti. Le coste sud-orientali e sud-occidentali godono di un clima marittimo, pressoché mediterraneo, con precipitazioni poco abbondanti, soprattutto in inverno. Nelle regioni orientali si estendono foreste di eucalipto, di araucaria e di felci arborescenti. Il canguro rosso è diffuso in un'area piuttosto vasta, che coincide con i territori più aridi dell'Australia. La specie è insediata nelle steppe semiaride delle regioni meridionali - coperte di sterpaglie, di acacie e di piante alofite, cioè che vivono in ambienti salini - e nell'entroterra. Quest'ultimo è costituito da una regione orientale secca, dove dominano la steppa e la savana tropicale, coperte da arbusti desolati di acacie e da eucalipti nani, e da una regione centrale dal clima molto più secco, pressoché desertico, dove risalta una vegetazione rada di cespugli compatti e di arbusti particolarmente carichi di spine chiamati scrubs, fra i quali Triodia spinifex, una graminacea detta «erba porcospino».
Il ciclo vitale del canguro rosso è strettamente correlato con le condizioni climatiche. Nelle regioni più aride, dove le precipitazioni non superano mai i 250 mm l'anno, i frequenti periodi di siccità limitano le dispinibilità alimentari e la qualità del cibo, con inevitabili ripercussioni sulla riproduzione e sulle possibilità di sopravvivenza del canguro. Fra il 1975-1976 e il 1982, per esempio, la popolazione di canguri rossi è raddoppiata nelle regioni occidentali del Nuovo Galles del Sud grazie a condizioni climatiche favorevoli, mentre la siccità del 1982 ha portato a un decremento degli esemplari di questa specie pari, in media, al 43%. Osservazioni a lungo termine hanno potuto accertare che un incremento di 100 mm delle precipitazioni medie annue nelle regioni orientali del Paese (480 mm) è accompagnato da un parallelo aumento del 30% degli esemplari di canguri. Nelle regioni occidentali, si registra un identico incremento di canguri, anche se le precipitazioni medie annue (205 mm) aumentano di soli 50 mm. D'altra parte, quando in queste aree si verificano, rispettivamente, tassi di piovosità media annua inferiori di 100 mm e di 60 mm alle medie abituali, le popolazioni di canguri restano stabili, diminuendo solo qualora le piogge divengano ancora più scarse. Uno studio del biologo australiano A. E. Newsome ha dimostrato che nell'Australia centrale la quantità di pascoli verdi decresceva in modo logaritmico durante i periodi di siccità e che, anche sulle terre più generose, la metà delle femmine non era più fertile se la siccità si prolungava dai 3 ai 5 mesi. Il clima arido, inoltre, influisce negativamente sulla normale crescita dei piccoli: infatti, le possibilità di sopravvivenza diminuiscono e la maturità sessuale viene raggiunta a un'età più avanzata. È stato rilevato che, nel caso in cui un periodo di siccità si protragga per oltre 6-8 settimane, circa la metà dei piccoli muore